# Kanton Alzon

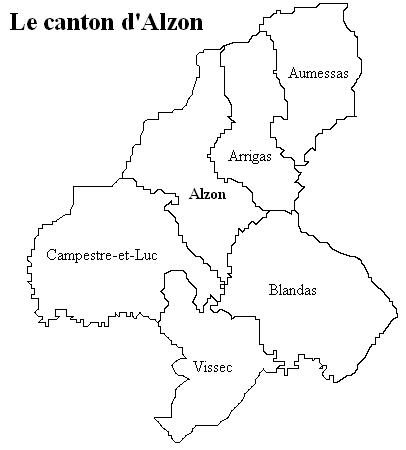
Kanton Alzon

Der Kanton Alzon war bis 2015 ein französischer Wahlkreis im Arrondissement Le Vigan, im Département Gard und in der Region Languedoc-Roussillon. Er hatte den Hauptort Alzon und wurde 2015 im Rahmen einer landesweiten Neugliederung der Kantone aufgelöst.

## Gemeinden
| Gemeinde         | Einwohner Jahr | Code INSEE | Postleitzahl |
| ---------------- | -------------- | ---------- | ------------ |
| Alzon            | 196 (2013)     | 30009      | 30770        |
| Arrigas          | 206 (2013)     | 30017      | 30770        |
| Aumessas         | 233 (2013)     | 30025      | 30770        |
| Blandas          | 136 (2013)     | 30040      | 30770        |
| Campestre-et-Luc | 118 (2013)     | 30064      | 30770        |
| Vissec           | 55 (2013)      | 30353      | 30770        |